# Мельников, Юрий Михайлович
Ю́рий Миха́йлович Ме́льников (10 марта 1928 год, Ленинград — 28 июля 2002) — советский и российский историк-американист. Доктор исторических наук (1969), профессор (1980), заслуженный деятель науки Российской Федерации (1994).

## Биография
Учился в МГУ на историческом факультете (окончил в 1952 году), далее там же в аспирантуре (1955). Защитил кандидатскую диссертацию «Политика США в отношении гитлеровской Германии накануне второй мировой войны (1937—1939 гг.)».
В 1955—1957 годах был редактором Госполитиздата, а в 1957—1960 годах — журнала «Новая и новейшая история». В 1960—1973 годах работал в Институте мировой экономики и международных отношений (ИМЭМО) АН СССР, в 1973—1975 годах — в Институте международного рабочего движения. Докторская диссертация — «Внешнеполитические доктрины США. (1945—1963 гг.)». В 1975—1997 годах заведовал кафедрой истории международных отношений Дипломатической академии МИД СССР (после распада СССР — Дипломатической академии МИД России).
Научные интересы касались внешней политики США и их отношений с Россией. Соавтор и редактор трёхтомного коллективного труда «Международные отношения после второй мировой войны» (1962, 1963, 1965).
Член  Международного научного центра имени Вудро Вильсона, член института Кеннана (США).
Награждён орденом Дружбы Народов; отличник погранвойск СССР.
Был женат, имеет сына; увлечение — филателия.

## Основные работы
Книги
- США и гитлеровская Германия. 1933—1939 гг. — М.: Госполитиздат, 1959. — 352 с.
- Внешнеполитические доктрины США, происхождение и сущность программы «новых рубежей» президента Д. Кеннеди. — М.: Наука, 1970. — 494 с.
- От Потсдама до Гуама. Очерки американской дипломатии. — М.: Политиздат, 1974. — 367 с.
- Сила и бессилие: внешняя политика Вашингтона. 1945—1982. — М.: Политиздат, 1983. — 368 с.
- Имперская политика США: история и современность. — М.: Международные отношения, 1984. — 256 с.

Статьи
- Роль американо-германских противоречий в возникновении второй мировой войны // Вопросы истории. 1959. № 3;
- О разработке в США проблем международных отношений и внешней политики // Новая и новейшая история. 1971. № 3;
- «Уотергейт» и некоторые вопросы внешней политики США // Американский ежегодник. М., 1984;
- Анахронизм американской доктрины силы // Вопросы истории. 1986. № 11;
- Иранский вопрос во взаимоотношениях Москвы и Вашингтона // Международная жизнь. 1995. № 7 (в соавт. с В. Л. Фроловым);
- Становление и развитие современных российско-американских отношений // США и Канада: экономика, политика, культура. 1999. № 12;
- К итогам XX столетия: некоторые международные аспекты // Новая и новейшая история. 2000. № 2;
- Российско-американские отношения // Внешняя политика современной России / М.: ДА МИД РФ, 2000.